# Ершов, Василий Васильевич
Васи́лий Васи́льевич Ершо́в (2 сентября 1944, Волчанск, Харьковская область, СССР — 4 июля 2017, Красноярск, Россия) — пилот гражданской авиации СССР и России (командир воздушного судна), русский писатель, автор произведений о работе гражданских лётчиков.

## Биография

### Работа в гражданской авиации
После окончания в 1967 году Кременчугского лётного училища гражданской авиации работал в Енисейске, затем в Красноярске. Летал на самолётах Ан-2, Ил-14, Ил-18, Ту-154 в течение 35 лет. Общий налёт 19300 часов, пилот-инструктор Ту-154.
После ухода с лётной работы занимался организацией профессиональной подготовки лётного состава авиакомпании «Сибавиатранс».
С 2008 года на пенсии. Член Российского союза писателей.

### Творчество
В. В. Ершов известен как автор популярных книг, рассказывающих о работе лётчика гражданской авиации. Свою книгу «Раздумья ездового пса» выложил в 2005 году в интернете для бесплатного пользования. Первые издания своих книг осуществлял за счёт средств, собранных читателями на авиационных форумах в интернете, а также с помощью спонсоров; книги из серии «Ездовой пёс Неба» были напечатаны тиражом от 500 до 2000 экземпляров.
Опубликованные в Интернете книги принесли Ершову популярность среди читателей, и его творчеством заинтересовалось издательство Эксмо. Были изданы три книги серии «Ездовой пёс Неба» (под изменёнными издательством коммерческими названиями: «Аэропорт 2008», «Аэромания» и «Самолётопад») и книга для пассажиров «Аэрофобия».
В 2012 г. В. В. Ершов выдвигался редакцией журнала «Православное книжное обозрение» на соискание Патриаршей литературной премии.
В 2014 г. по мотивам книги В. В. Ершова «Раздумья Ездового пса», филиалом ВГТРК ГТРК «Красноярск», был снят фильм о работе красноярских авиаторов — «Ездовые псы неба» (автор сценария и режиссёр — журналист Дмитрий Бызов).
В 2017 году издательством «Эксмо» выпущены в свет две книги В. В. Ершова: «Страх полёта» и «Таёжный пилот».

### Смерть
Василий Васильевич Ершов жил в Красноярске, скончался 4 июля 2017 года. Похоронен на Бадалыкском кладбище (в его новой части).

### Книги
- Ершов, В. В. Аэрофобия. — М.: Эксмо, 2008. — 310 с. — 8000 экз. — ISBN 978-5-699-29886-0.
- Ершов, В. В. Аэропорт 2008 = Раздумья ездового пса. — М.: Эксмо, 2008. — 352 с. — 6000 экз. — ISBN 978-5-699-27766-7.
- Ершов, В. В. Аэромания = Рассказы ездового пса. — М.: Эксмо, 2008. — 384 с. — 6000 экз. — ISBN 978-5-699-30917-7.
- Ершов, В. В. Самолётопад = Откровения ездового пса. — М.: Эксмо, 2009. — 352 с. — 4000 экз. — ISBN 978-5-699-32272-5.
- Ершов, В. В. Страх Полёта = Страх Полёта. — London: Blue Dot Books, 2010. — 188 с. — Print on Demand экз. — ISBN 978-0-9564829-1-4. Архивировано 18 января 2019 года.
- Страх полёта / Василий Ершов. — Москва: Издательство «Э», 2017. — 256 с. — (Взлёт. Истории, написанные пилотом Ту-154) — 2000 экз. — ISBN 978-5-17-94293-0.
- Таёжный пилот. / Василий Ершов. — Москва: Издательство «Э», 2017. — 352 с. — (Взлёт. Истории, написанные пилотом Ту-154) — 2500 экз. — ISBN 978-5-699-95063-8.
- Между космосом и землёй = Раздумья ездового пса. — Москва: издательство «Э», 2017. — 380 с. — (Взлёт. Истории, написанные пилотом Ту-154)- ISBN 978-5-699-95507-7

### Технические публикации
- Практика полётов на самолёте Ту-154

### Рассказы и повести
- Страх полёта (повесть)
- Обида (рассказ)
- Лётные дневники. 1984—2002 годы
- Дневник графомана. 2008—2010 годы